# Martin Guerre

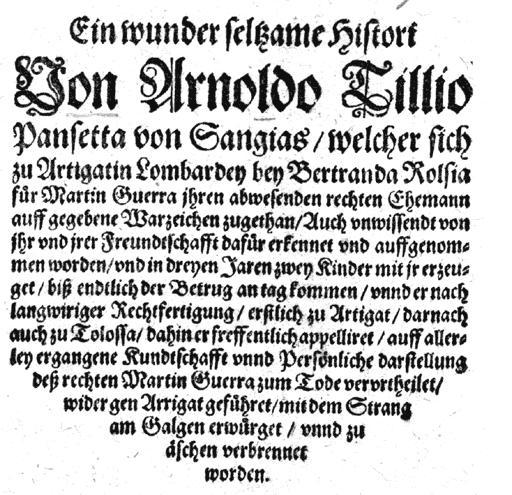
Flugschrift Frankfurt 1590 zum Fall Guerre

Martin Guerre (* 1524 in Hendaye; † nach 1560) war ein französischer Bauer im 16. Jahrhundert. Er verschwand spurlos, an seiner Stelle gab sich nach etlichen Jahren ein Hochstapler als der Vermisste aus und vermochte sowohl die Ehefrau als auch das ganze Umfeld zu täuschen. Nachdem der wahre Martin Guerre zurückgekehrt war, wurde der Betrüger hingerichtet. Die Fakten des Falles waren Thema zahlreicher Bücher und Filme.

## Historische Fakten

### Leben vor dem plötzlichen Verschwinden
Martin Daguerre wurde um 1524 in der baskischen Stadt Hendaye geboren. Im Jahre 1527 übersiedelte seine Familie nach Artigat, einem südwestfranzösischen Dorf in den Pyrenäen. Dort änderte die Familie ihren Namen in Guerre um. Im Alter von vierzehn Jahren wurde Martin mit Bertrande de Rols, einer Tochter aus wohlhabender Familie, verheiratet. Bertrande gebar nach acht kinderlosen Ehejahren einen Sohn. Im Jahr 1548 verschwand Martin plötzlich, nachdem ihn sein Vater des Stehlens von Getreide bezichtigt hatte. Das Eherecht der katholischen Kirche verbot der verlassenen Ehefrau eine neuerliche Heirat.

### Auftauchen des „neuen Martins“
Im Sommer des Jahres 1556 tauchte ein Mann in Artigat auf, der sich als Martin Guerre ausgab. Er konnte den Großteil der Einwohner des Dorfes mit seinem ähnlichen Aussehen und den detaillierten Kenntnissen über das Leben von Martin Guerre überzeugen. Auch sein Onkel, seine vier Schwestern und Bertrande glaubten seinen Behauptungen, obwohl Zweifel blieben. Der „neue“ Martin Guerre lebte drei Jahre lang mit Bertrande und ihrem Sohn zusammen. Während dieser Zeit zeugten sie zwei Töchter, von denen eine als Kleinkind verstarb. Martin forderte das Erbe seines Vaters ein, der in der Zwischenzeit verstorben war, und verklagte seinen Onkel Pierre Guerre aufgrund der Erbschaft.
Pierre Guerre, nun verheiratet mit der verwitweten Mutter von Bertrande, wurde erneut misstrauisch und begann an der Identität seines angeblichen Neffen zu zweifeln. Er und seine Frau versuchten Bertrande davon zu überzeugen, dass ihr vermeintlicher Ehemann ein Betrüger sei. Ein Soldat, der sich in Artigat aufhielt, behauptete, dass der zweifelhafte Martin ein Hochstapler sei. Als Argument führte er an, dass der wirkliche Martin ein Bein im Krieg verloren habe. Pierre Guerre versuchte den „neuen“ Martin zu töten, doch Bertrande griff ein und konnte ihren Stiefvater von der Tat abhalten.
Im Jahr 1559 wurde der „neue“ Martin der Brandstiftung und der unrechtmäßigen Verkörperung von Martin Guerre beschuldigt. Während dieser Zeit blieb Bertrande an seiner Seite. Im Jahr 1560 wurde er von den Anschuldigungen freigesprochen.

### Gerichtsverhandlung in Rieux

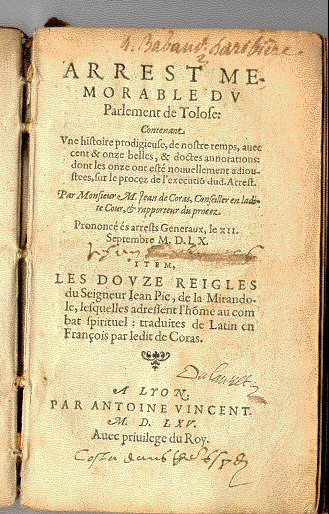
Zeitgenössischer Bericht von Jean de Coras

In der Zwischenzeit hatte Pierre Guerre herumgefragt und die wahre Identität des Hochstaplers herausgefunden. Es handelte sich um Arnaud du Tilh, einen Mann von schlechtem Ruf aus dem nahen Dorf Sajas. Pierre leitete dann eine neue Gerichtsverhandlung gegen den neuen Mann ein, indem er vorgab, im Namen von Bertrande zu handeln. Pierre Guerre und seine Frau zwangen Bertrande, die Anklage zu unterstützen, und schließlich gab sie nach.
Im Jahre 1560 fand der Prozess in Rieux statt. Bertrande bezeugte, dass sie zuerst wirklich den Fremden als ihren Ehemann identifiziert, nun aber seine wahre Identität erkannt habe. Bertrande und der beschuldigte Mann erzählten unabhängig voneinander eine identische Geschichte über ihr intimes Leben vor dem Jahr 1548. Während des Prozesses wandte sich der Angeklagte plötzlich an Bertrande und forderte sie auf, zu ihrer vorherigen Aussage Stellung zu nehmen: Wenn sie schwören könne, dass er nicht ihr Ehemann sei, dann werde er gerne der Hinrichtung zustimmen. Bertrande blieb still. Im Rahmen des Prozesses wurden die Aussagen von 150 Zeugen aufgenommen. Während ein Teil der Zeugen (unter anderem die vier Schwestern von Martin Guerre) in dem Angeklagten den wirklichen Martin Guerre erkannten, identifizierte der andere Teil den Angeklagten als Arnaud du Tilh. Viele konnten nicht eindeutig die Identität des Angeklagten bestimmen und blieben neutral. Trotzdem wurde der angebliche Martin Guerre zum Tode verurteilt.

### Berufung in Toulouse, Auftauchen des realen Martins
Der angebliche Martin Guerre legte gegen das Urteil sofort Berufung in Toulouse ein. Bertrande und Pierre wurden aufgrund falscher Anschuldigungen und Meineid verhaftet. Der angebliche Martin argumentierte redegewandt für seinen Fall, und die Richter in Toulouse neigten dazu, seiner Fassung der Geschichte zu glauben. Er behauptete, dass Bertrande von ihrem gierigen Stiefvater Pierre zum Meineid gezwungen worden sei. Die Richter überprüften seine Aussagen, indem sie ihm Fragen über seine Vergangenheit stellten. Der vermeintliche Martin Guerre konnte alle Fragen beantworten. Seine Antworten wurden zweimal genau analysiert und es konnten keine Widersprüche gefunden werden. Doch bevor der Freispruch erfolgen konnte, tauchte plötzlich während des Prozesses der echte Martin Guerre mit einem Holzbein auf. Die Richter befragten beide Martins über die Vergangenheit des Martin Guerre.
Der Martin mit dem Holzbein konnte die Fragen über seine Vergangenheit besser beantworten als sein Gegenspieler und nannte auch mehr Details, die der falsche Martin vergessen haben wollte. Den endgültigen Beweis brachte die Gegenüberstellung der beiden Martins mit der Familie des Martin Guerre. Pierre, Bertrande und die vier Schwestern von Martin Guerre identifizierten den Mann mit dem Holzbein als den echten Martin Guerre.
Der Hochstapler wurde wegen Ehebruchs und Betrugs zum Tode verurteilt. Die öffentliche Urteilsverkündung fand am 12. September 1560 statt. Während der Verkündung des Urteils beteuerte der falsche Martin weiterhin seine Unschuld. Das Schauspiel wurde von dem jungen Montaigne beobachtet. Am Ende des Prozesses gestand Arnaud du Tilh das Verbrechen und die Hintergründe seiner Tat. Nachdem ihn zwei Männer mit Martin Guerre verwechselt hatten, hatte er sich über das Leben von Guerre informiert und sich dazu entschlossen, den Platz von Guerre einzunehmen. Zwei Mitverschwörer hatten ihm genaue Details über die Lebensumstände von Guerre erzählt.
Er entschuldigte sich bei allen Beteiligten, die er getäuscht hatte. Vier Tage später wurde das Urteil öffentlich vollzogen und Arnaud du Tilh vor dem Haus von Martin Guerre gehenkt. Pierre Guerre und Bertrande wurden freigesprochen. Die Richter glaubten Bertrande, dass sie wirklich von Arnaud du Tilh getäuscht worden war.

### Geschichte des wahren Martin Guerre
Während der jahrelangen Abwesenheit von seiner Familie war Martin Guerre zunächst nach Spanien übersiedelt und hatte einem katholischen Kardinal gedient. Später hatte er als Soldat in der Armee von Pedro de Mendoza gedient. Als Mitglied der spanischen Armee war er irgendwann einmal nach Flandern gesandt worden und hatte an der Schlacht von St. Quentin am 10. August 1557 teilgenommen. Während der Kampfhandlungen war er verwundet worden, und sein Bein musste amputiert werden. Bevor er zu seiner Frau zurückkehrte, hatte er in einem Kloster gelebt. Die Gründe für sein plötzliches Auftauchen während des Prozesses blieben unbekannt. Anfänglich lehnte er die Entschuldigungen von Bertrande ab und warf ihr vor, dass sie ihn besser hätte kennen sollen, als einen anderen Mann zu nehmen.

## Interpretationen und Reaktionen
- Einem breiteren Publikum bekannt wurde der Fall des Martin Guerre zunächst durch die Aufnahme in die von François Gayot de Pitaval auf Grund von Gerichtsakten zwischen 1734 und 1743 zusammengestellte Sammlung von Kriminalfällen „Causes célèbres et intéressantes, avec les jugements qui les ont décidées“.
- Im Jahr 1982 wurde Die Wiederkehr des Martin Guerre mit Gérard Depardieu und Nathalie Baye in den Hauptrollen verfilmt. Die Historikerin Natalie Zemon Davis war historische Beraterin des Filmes und war fasziniert, wie der Film historische Wahrheit in eine zumindest teilweise fiktive Geschichte umsetzte. Dieser Fiktionalisierung setzte sie mit dem Werk Die wahrhaftige Geschichte von der Wiederkehr des Martin Guerre ein geschichtswissenschaftliches Werk entgegen. Allerdings streift auch sie hier die Grenzen der Fiktion, indem sie aus minimalen Informationen Rückschlüsse auf den Personencharakter zieht, die im Grunde nicht mehr mit Quellen belegbar sind.
- Die Hollywood-Verfilmung Sommersby (1993) mit Richard Gere und Jodie Foster verlegt den Stoff in die Nachkriegszeit des Amerikanischen Bürgerkrieges. Aus Martin Guerre wird John Robert Sommersby.
- Im Jahr 1996 wurde das Musical Martin Guerre von Claude-Michel Schönberg (Musik) und Alain Boublil (Libretto) uraufgeführt.
- Im Jahr 2010 wurde das Thema im Fernsehfilm Wiedersehen mit einem Fremden von Niki Stein in die Nachkriegszeit in Deutschland verlegt.